# Carlos Recinos
Carlos Humberto Recinos Ortíz (San Salvador, 30 de junho de 1950) é um ex-futebolista profissional salvadorenho, que atuava como defensor.

## Carreira
Carlos Recinos fez parte do elenco da histórica Seleção Salvadorenha de Futebol das Copas do Mundo de 1982, ele fez três partidas.